# Guncelin I (hrabia Schwerinu)
Guncelin I von Hagen (ok. 1125-1130–18 czerwca 1185) – pierwszy hrabia Schwerinu.

## Życiorys
Guncelin pochodził najprawdopodobniej z rodziny osiadłej na brunszwickim zamku Hagen, posiadającej rozległe dobra wokół Wolfenbüttelu i Hildesheimu. Wspomagał Henryka Lwa jako burggraf Dahlenburga podczas kampanii przeciw Obodrytom. Jako zasłużonego w bojach i oddanego wasala osadził go Henryk na zamku Schwerin, mianując pierwszym hrabią. Poza macierzystym dobrem przebudował Guncelin także zamek Ilow.
W 1164 roku Henryk, mający kłopoty w Saksonii zwrócił lenno nad podbitymi ziemiami Przybysławowi meklemburskiemu, jednak pozostawił Guncelina na przyznanych wcześniej dobrach. W przegranej przez Niemców bitwie pod Verchen udało mu się pogromić oddziały Meklemburczyków. Pieczę nad chrystianizacją nowych ziem powierzył Bernowi.
W 1167 roku Przybysław odzyskał ziemie Obodrytów, jako nadanie książęce, jednak wykluczone z nich zostały Schwerin wraz z otaczającymi gruntami – przetrwały one do 1358 roku, kiedy ostatni hrabia z tego domu sprzedał tytuł Albrechtowi II meklemburskiemu.
W 1172 roku wraz z Przybysławem towarzyszył Henrykowi Lwu w pielgrzymce do Palestyny. Zmarł 18 czerwca 1185 roku i został pochowany w katedrze schwerińskiej.

## Rodzina
Niewiele wiadomo co do rodziny Guncelina. W 1150 roku był nadal nieżonaty, jednak pierwsi potomkowie musieli urodzić się dość prędko, gdyż jego syn jest wymieniany w 1174 roku jako świadek. Poślubił Odę z Lüchowa (zm. 1190), z którą miał pięcioro synów:
- Hermana (zm. 1228), biskupa schwerińskiego (1191-1195)
- Helmolda I (zm. 1206), hrabiego Schwerinu (1191-1195)
- Guncelina II (zm. 1221), hrabiego Schwerinu
- Henryka Czarnego (zm. 1228), hrabiego Schwerinu
- Fryderyka I (zm. 1240), biskupa schwerińskiego (1238-1240)